# لودویگ والدمان
 لودویگ والدمان (انگلیسی: Ludwig Waldmann؛ زاده ۸ ژوئن ۱۹۱۳ درگذشته ۹ فوریه ۱۹۸۰) یک فیزیک‌دان اهل آلمان بود.